# Ferriere
Pour les articles ayant des titres homophones, voir Ferrière, La Ferrière et Ferrières.
Ferriere est une commune italienne d'environ 1 600 habitants située dans la province de Plaisance dans la région Émilie-Romagne, dans le Nord de l'Italie.

## Histoire
La fontaine en pierre située au centre du village a été édifiée par Tommaso Pareti.

## Administration
| Période                                  | Période  | Identité          | Étiquette           | Qualité |
| ---------------------------------------- | -------- | ----------------- | ------------------- | ------- |
| 27 mai 2003                              | En cours | Antonio Agogliati | Maison des libertés |         |
| Les données manquantes sont à compléter. |          |                   |                     |         |

### Hameaux

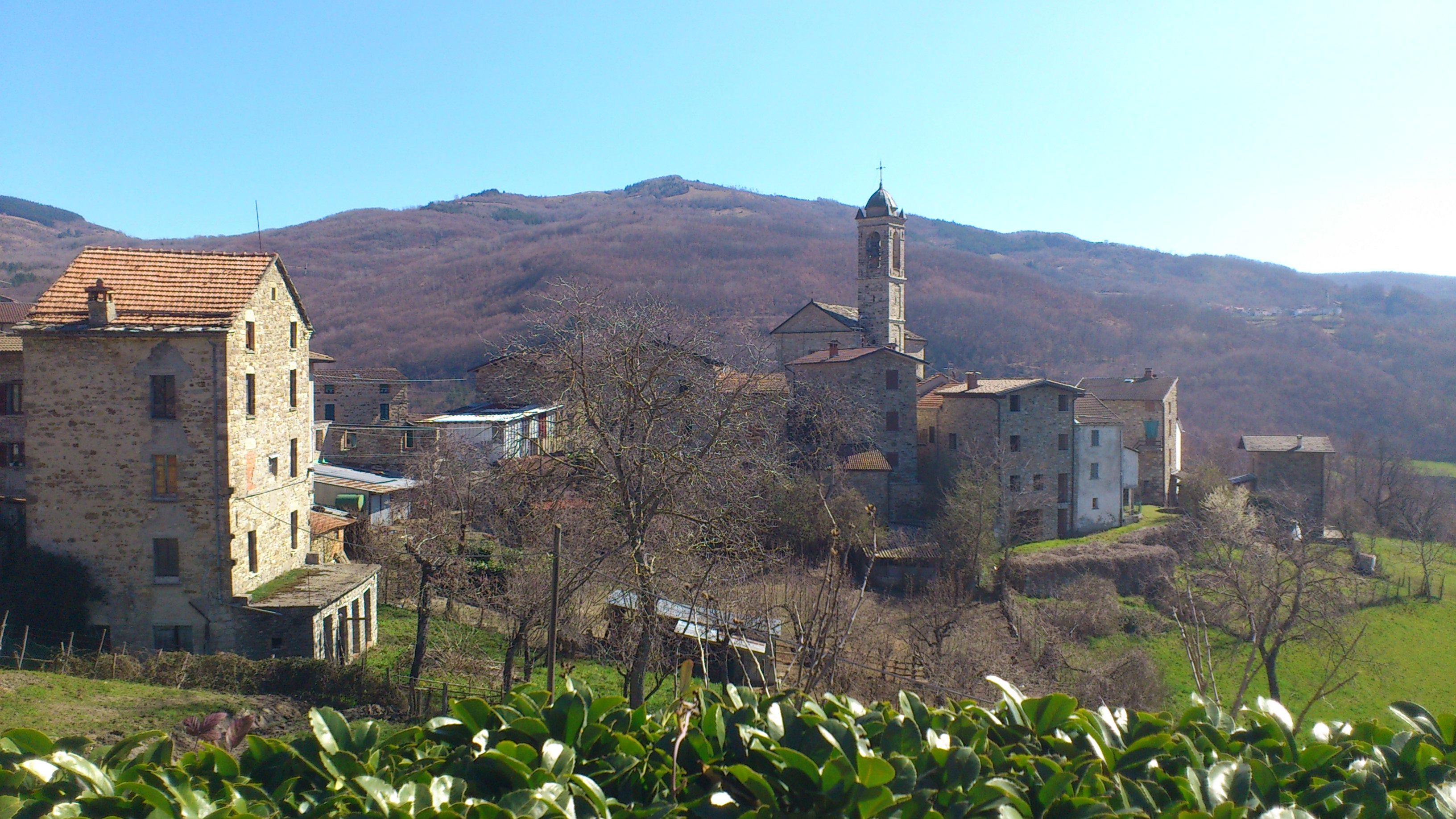
Le village de Castelcanafurone.

Brugneto, Canadello, Casaldonato, Cassimoreno, Castagnola, Castelcanafurone, Cattaragna, Ciregna, Gambaro, Grondone, Perotti, Pertuso, Rocca, Rompeggio, Salsominore, San Gregorio, Selva, Toni, Tornarezza, Torrio.

### Communes limitrophes
Bardi, Bedonia, Cerignale, Coli, Corte Brugnatella, Farini, Ottone, Rezzoaglio, Santo Stefano d'Aveto.

## Jumelages
Nogent-sur-Marne (France).